# پاسئو دل پرادو ئی بوئن رتیرو
پاسئو دل پرادو ئی بوئن رتیرو، چشم‌انداز علم و هنر (اسپانیایی: Paseo del Prado y el Buen Retiro, paisaje de las artes y las ciencias‎) که با نام چشم‌انداز نور هم شناخته می‌شود، یک چشم‌انداز فرهنگی است که در ۲۵ ژوئیه ۲۰۲۱ در اجلاس چهل و چهارم (XLIV) کمیته میراث فرهنگی یونسکو به عنوان میراث جهانی یونسکو اعلام شد که نخستین میراث جهانی در پایتخت اسپانیا و پنجمین در بخش خودمختار مادرید است.
این چشم‌انداز فرهنگی در شهر مادرید واقع شده است و ۲۰۰ هکتار را در بر می‌گیرد که شامل ۱۰۹ مولفه فرهنگی در پاسئو دل پرادو، باغ‌های بوئن رتیرو، محله خِرونیموس و باغ گیاه‌شناسی سلطنتی مادرید است که مورد آخری به عنوان یک واحد معیار، یکی از این مولفه‌ها در این چشم‌انداز و مناطق اطراف است.
فکرِ نامزدی این منطقه برای ثبت در فهرست میراث جهانی یونسکو، هرچند اختلاف نظرهایی دربارهٔ محدودهٔ مناطق مورد نظر وجود داشت، در سال ۲۰۱۴ در جلسه عمومی شورای شهر مادرید تحقق یافت و از حمایت همه نمایندگان احزاب سیاسی در این نهاد برخوردار شد. دولت محلی بخش خودمختار مادرید و وزارت آموزش، فرهنگ و ورزش - نماینده رسمی ایالت اسپانیا در یونسکو - به همراه گروه‌ها و انجمن‌هایی محله‌ای، اجتماعی، علمی، فرهنگی و غیره به این ابتکار ملحق شده‌اند. به تدریج، بنیادها و نهادهای درون و بیرون از این حوزه و همچنین اشخاص حقیقی حمایت خود را نشان داده و با کمک‌های خود در جهت شناسایی و ثبت این نامزدی مشارکت کردند.